# Guéimanovskaya
Guéimanovskaya (del ruso: Ге́ймановская) es una stanitsa del raión de Tbilískaya del krai de Krasnodar, en Rusia. Está situada en las tierras bajas de Kubán-Azov, en la orilla izquierda del río Zelenchuk Vtorói, afluente del Kubán, 10 km al sur de Tbilískaya y 99 km al este de Krasnodar, la capital del krai. Tenía 1 695 habitantes en 2010.
Es cabeza del municipio rural Guéimanovskoye, al que pertenecen asimismo Dalni, Dubovikov y Sovetski.

## Personalidades
- Aleksandr Gueiman (1866-1959), militar soviético.